# Chrysler
Pour les articles homonymes, voir Chrysler Corporation.
Chrysler est un constructeur automobile américain créé en 1925 par Walter Chrysler. Il appartient au constructeur automobile américain Stellantis North America (ex-Groupe Chrysler), filiale de la multinationale franco-italienne Stellantis.

## Histoire

### Débuts
Chrysler était à l'origine une marque de luxe en concurrence avec Cadillac, Packard, Duesenberg, Cord et Lincoln. Chrysler était la première marque dans le portefeuille de ce qu'on appelait alors Chrysler Corporation, dirigé par son modèle haut de gamme, l'Impériale.

### Chrysler-Plymouth
Chrysler-Plymouth était une division vendant des voitures portant à la fois les marques Chrysler et Plymouth. Les modèles Chrysler mettaient l'accent sur le luxe, tandis que les voitures de Plymouth représentaient la praticité. La division a également possédé la marque de luxe Imperial jusqu'à sa vente en 1975.
Au cours des années 1980, la division Chrysler a élargi sa gamme de produits en commercialisant des versions haut de gamme de la plate-forme Chrysler K. La marque Chrysler a assumé un rôle similaire à Buick, Oldsmobile et Mercury en commercialisant des voitures de luxe d'entrée de gamme de types et de dimensions variées.
Dans les années 1980, Chrysler collabore avec la dictature militaire au Brésil en lui transmettant des informations sur les activités des militants syndicaux de l'entreprise. Ces informations sont utilisées par la police pour surveiller, harceler et arrêter les syndicalistes afin d‘empêcher l‘organisation de grèves.
Au cours des années 1990, de plus en plus de concessionnaires Chrysler-Plymouth se sont lancés dans les franchises Jeep et Eagle alors que Chrysler Corporation commençait à consolider ses concessions à travers les États-Unis. La franchise Eagle a finalement été abandonnée en 1998.

### Chrysler
Lorsque la marque Plymouth a été retirée en 2001, Chrysler est devenue une division autonome de Daimler Chrysler AG, la société issue de la fusion de Chrysler et de Daimler-Benz. Malgré la cession de Chrysler par Daimler Chrysler en 2007 le nouveau groupe Chrysler a commencé à fusionner les marques Chrysler, Dodge et Jeep en une unité de vente, tout en conservant des identités de marque distinctes.
Après l'acquisition par Fiat d'une participation de 20 % dans Chrysler LLC, Fiat s'est fixé pour objectif à long terme de faire revivre Chrysler comme marque de luxe afin de concurrencer de nouveau Cadillac et d'autres marques de luxe. La société a déclaré en octobre 2009 prévoir le retrait de la vente de Chrysler en Europe en 2010, à l'exception du Royaume-Uni et Irlande et envisager une coopération plus étroite et le partage de la conception des autos avec Lancia, constructeur automobile italien haut de gamme appartenant du groupe Fiat. En 2011, l'emblème ailé de la marque a été modifié, éliminant l'image historique du ruban bleu qui datait des années 1930, en le remplaçant par une plaque signalétique « Chrysler » à dos bleu. En mai 2014, Fiat-Chrysler a déclaré son intention de faire de la marque une marque grand public avec des caractéristiques haut de gamme[réf. souhaitée].
Malgré les grandes ambitions de synergies entre les marques nourries par Fiat, les résultats n'ont pas été très satisfaisants :
- L'import des modèles Chrysler vendus sous le blason Lancia en Europe a été un échec cuisant, qui a provoqué l'arrêt des ventes en 2014 et la limitation de la gamme Lancia à un modèle unique (Ypsilon) distribué seulement sur son marché intérieur en Italie.
- Fiat a arrêté la production de la Dodge Viper pour se concentrer sur d'autres modèles.
- La gamme de Chrysler s'est réduite et ne propose plus que deux modèles, la berline 300 et le monospace Pacifica.

La marque est désormais intégrée dans le groupe Stellantis, et a présenté plusieurs concepts en 2022 et en 2023 : la Chrysler Airflow, destinée à présenter le futur stylistique et technologique de la marque, ainsi qu'un concept nommé Chrysler Synthesis destiné à présenter les innovations du futur Airflow.

## Liste d’innovations dues à Chrysler
,
- La chambre de combustion hémisphérique, qui permet de meilleures performances et un meilleur rendement.
- Les alternateurs automobiles.
- Le filtre à huile remplaçable, créé en 1924 et monté en série sur les modèles Chrysler dans les années 1930.
- Les supports moteur en caoutchouc : le moteur repose sur des silentblocs en caoutchouc, qui absorbent et réduisent les vibrations ressenties dans l’habitacle. Précédemment, les moteurs étaient simplement boulonnés au châssis des voitures. Cette technique fut vite adoptée par Citroën, qui, en France, en fit la promotion sous le nom de « moteur flottant ».
- L'overdrive automatique (1934), développé par Chrysler, fabriqué pour la marque par Borg-Warner et fourni à ses concurrents. Il abaisse la consommation et permet des vitesses plus élevées.
- La direction assistée (1951), développée pour faciliter les manœuvres de stationnement avec les nouveaux moteurs Hemi V8, introduits la même année.
- L'ordinateur de bord embarqué contrôlant le mélange air-essence et l'allumage électronique (1976). Ce système s'appelait «Lean Burn». Il permettait de réaliser des économies de carburant et de réduire les rejets de CO2.
- Les rappels et alertes par synthèse vocale (1983). Il s’agissait d’une voix humaine entièrement numérisée et enregistrée, et non d’un disque (comme sur les véhicules japonais de la même époque). En France, le système apparut la même année sur la Renault 11 Electronic.
- Le régulateur de vitesse, appelé "Autopilot", en 1958.
- L'ABS électronique Bendix, appelé "Sure Break", équipé de capteurs aux roues et d'un calculateur, comme les ABS modernes. Les premiers apparurent sur la Chrysler Imperial en 1971[6].

## Modèles de Chrysler

### Modèles actuels
| Modèle            | Années de production    |
| ----------------- | ----------------------- |
| Chrysler Pacifica | 2004-2008 ; depuis 2017 |

### Modèles anciens
Ils sont nombreux. On peut citer par exemple ces modèles :
| Modèle                | Années               |
| --------------------- | -------------------- |
| 200                   | 2011-2017            |
| 300                   | 2004-2023            |
| 300 letter series     | 1955-1965            |
| 300 non-letter series | 1962-1971, 1979      |
| 300M                  | 1999-2004            |
| Airstream             | 1935-1936            |
| Aspen                 | 2007-2009            |
| Cirrus/Stratus        | 1995-2000            |
| Concorde              | 1993-2004            |
| Conquest              | 1987-1989            |
| Cordoba               | 1975-1983            |
| Crossfire             | 2004-2007            |
| Delta                 | 2011-2014            |
| E-Class               | 1983-1984            |
| Executive             | 1983-1986            |
| Fifth Avenue          | 1984-1989            |
| Imperial              | 1926-1954, 1990-1993 |
| Laser                 | 1984-1986            |
| LeBaron               | 1977-1995            |
| LHS                   | 1994-2001            |
| Newport               | 1940-1981            |
| New Yorker            | 1939-1996            |
| Pacifica              | 2004-2008            |
| Prowler               | 2001-2002            |
| PT Cruiser            | 2001-2010            |
| Royal                 | 1937-1950            |
| Sebring               | 1995-2010            |
| TC                    | 1989-1991            |
| Town & Country        | 1941-1942, 1946-2016 |
| Voyager               | 1988-2015            |
| Windsor               | 1939-1961            |
| Ypsilon               | 2011-2015            |

## Slogan
- « All you have to do is drive one. » : Slogan des années 1990, notamment dévoilé lors de l'arrivée du concept Cab Forward.
- « Imported from Detroit. » : slogan dévoilé en 2011 par le rappeur Eminem dans la publicité diffusée pendant le Super Bowl, en 2011 et donc visionnée par 111 millions d'américains[7].
- « Your next car. »
- « Drive and love. »
- « Chrysler. Inspiration comes standard. »